# Cúp quốc gia Scotland 1997–98
Cúp quốc gia Scotland 1997–98 là mùa giải thứ 113 của giải đấu bóng đá loại trực tiếp uy tín nhất Scotland. Chức vô địch thuộc về Heart of Midlothian khi đánh bại Rangers trong trận Chung kết.

## Vòng Một
| Đội nhà          | Tỉ số | Đội khách               |
| ---------------- | ----- | ----------------------- |
| Fraserburgh (HL) | 1 – 0 | Clyde (3)               |
| Cowdenbeath (4)  | 0 – 0 | Montrose (4)            |
| East Fife (3)    | 2 – 3 | Stranraer (3)           |
| Inverness CT (3) | 3 – 1 | Whitehill Welfare (ESL) |

### Đấu lại
| Đội nhà      | Tỉ số | Đội khách       |
| ------------ | ----- | --------------- |
| Montrose (4) | 2 – 1 | Cowdenbeath (4) |

## Vòng Hai
| Đội nhà                | Tỉ số | Đội khách              |
| ---------------------- | ----- | ---------------------- |
| Clydebank (3)          | 6 – 0 | Montrose (4)           |
| East Stirlingshire (4) | 1 – 1 | Edinburgh City (ESL)   |
| Stenhousemuir (3)      | 4 – 0 | Deveronvale (HL)       |
| Stranraer (3)          | 2 – 1 | Fraserburgh (HL)       |
| Livingston (3)         | 2 – 1 | Berwick Rangers (4)    |
| Arbroath (4)           | 1 – 1 | Queen of the South (3) |
| Annan Athletic (SSL)   | 3 – 1 | Vale of Leithen (ESL)  |
| Forfar Athletic (3)    | 1 – 2 | Albion Rovers (4)      |
| Inverness CT (3)       | 2 – 0 | Queen’s Park (4)       |
| Lossiemouth (HL)       | 0 – 1 | Dumbarton (4)          |
| Peterhead (HL)         | 0 – 2 | Alloa Athletic (4)     |
| Ross County (4)        | 3 – 1 | Brechin City (3)       |

### Đấu lại
| Đội nhà                | Tỉ số              | Đội khách              |
| ---------------------- | ------------------ | ---------------------- |
| Edinburgh City (ESL)   | 0 – 0 (4 – 3 pen.) | East Stirlingshire (4) |
| Queen of the South (3) | 4 – 0              | Arbroath (4)           |

## Vòng Ba
| Đội nhà                  | Tỉ số | Đội khách            |
| ------------------------ | ----- | -------------------- |
| Dundee (2)               | 4 – 2 | St Mirren (2)        |
| Airdrieonians (2)        | 2 – 2 | Ross County (4)      |
| Alloa Athletic (4)       | 0 – 3 | Ayr United (2)       |
| Celtic (1)               | 2 – 0 | Greenock Morton (2)  |
| Dumbarton (4)            | 1 – 1 | Motherwell (1)       |
| Dundee United (1)        | 1 – 0 | Aberdeen (1)         |
| Dunfermline Athletic (1) | 7 – 2 | Edinburgh City (ESL) |
| Hamilton Academical (2)  | 1 – 2 | Rangers (1)          |
| Hearts (1)               | 2 – 0 | Clydebank (3)        |
| Hibernian (1)            | 1 – 2 | Raith Rovers (2)     |
| Inverness CT (3)         | 8 – 1 | Annan Athletic (ESL) |
| Livingston (3)           | 3 – 3 | Albion Rovers (4)    |
| Queen of the South (3)   | 1 – 3 | Stirling Albion (2)  |
| St Johnstone (1)         | 1 – 0 | Partick Thistle (2)  |
| Stenhousemuir (3)        | 1 – 3 | Falkirk (2)          |
| Stranraer (3)            | 0 – 2 | Kilmarnock (1)       |

### Đấu lại
| Đội nhà           | Tỉ số              | Đội khách         |
| ----------------- | ------------------ | ----------------- |
| Ross County (4)   | 1 – 0              | Airdrieonians (2) |
| Albion Rovers (4) | 0 – 0 (6 – 5 pen.) | Livingston (3)    |
| Motherwell (1)    | 1 – 0              | Dumbarton (4)     |

## Vòng Bốn
| Đội nhà                  | Tỉ số | Đội khách           |
| ------------------------ | ----- | ------------------- |
| Dunfermline Athletic (1) | 1 – 2 | Celtic (1)          |
| Ayr United (2)           | 2 – 0 | Kilmarnock (1)      |
| Dundee United (1)        | 1 – 1 | Inverness CT (3)    |
| Hearts (1)               | 3 – 0 | Albion Rovers (4)   |
| Motherwell (1)           | 2 – 2 | Rangers (1)         |
| Raith Rovers (2)         | 1 – 3 | Falkirk (2)         |
| Ross County (4)          | 1 – 1 | Dundee (1)          |
| St Johnstone (1)         | 3 – 1 | Stirling Albion (2) |

### Đấu lại
| Đội nhà          | Tỉ số | Đội khách         |
| ---------------- | ----- | ----------------- |
| Inverness CT (3) | 2 – 3 | Dundee United (1) |
| Dundee (2)       | 3 – 0 | Ross County (4)   |
| Rangers (1)      | 3 – 0 | Motherwell (1)    |

## Tứ kết
| Rangers (1) | 0 – 0 | Dundee (2) |
| ----------- | ----- | ---------- |
|             |       |            |

| Dundee United (1) | 2 – 3 | Celtic (1) |
| ----------------- | ----- | ---------- |
|                   |       |            |

| Falkirk (2) | 3 – 0 | St Johnstone (1) |
| ----------- | ----- | ---------------- |
|             |       |                  |

| Hearts (1) | 4 – 1 | Ayr United (2) |
| ---------- | ----- | -------------- |
|            |       |                |

### Đấu lại
| Dundee (2) | 1 – 2 | Rangers (1) |
| ---------- | ----- | ----------- |
|            |       |             |

## Bán kết
| Falkirk        | 1 – 3 | Hearts                    |
| -------------- | ----- | ------------------------- |
| McAllister 86' |       | Adam 5', 90' · McCann 90' |

| Rangers                   | 2 – 1 | Celtic     |
| ------------------------- | ----- | ---------- |
| McCoist 75' · Albertz 88' |       | Burley 90' |

## Chung kết
| Hearts                        | 2 – 1 | Rangers     |
| ----------------------------- | ----- | ----------- |
| Cameron 2' (ph.đ.) · Adam 52' |       | McCoist 81' |